# Pleebo
Pleebo (ou Plibo) est une ville située dans le comté de Maryland, au Liberia. C'est la plus grande ville du comté de Maryland avec une population de 23 000 habitants.